# غورسك
غورسك هي قرية تقع في المنطقة الإدارية لـ جمينا زوفيش فيلكا، داخل مقاطعة تورون ، محافظة كويفيون-بوميرون فويفودشيب، في شمال وسط بولندا.  تقع حوالي 14 كيلومتر (9 ميل) غرب تورون وعلى بعد 30 كيلومتر (19 ميل) شرق بيدغوشتش . وهي تقع في أرض خيلنو ضمن المنطقة التاريخية من بوميرانيا .

## تاريخ
أثناء الاحتلال الألماني لبولندا في ( الحرب العالمية الثانية ) كانت غورسك أحد مواقع إعدام البولنديين، والتي بناها الألمان في عام 1939 كجزء من نظام المخابرات .  في نوفمبر 1940، نفّذ حزب شوتزبوليزي الألماني عمليات طرد البولنديين، والذين تم وضعهم في معسكر مؤقت في تورون القريبة، ومن ثم تم ترحيلهم إلى الحكومة العامة في شوق بولندا والتي تحتلها ألمانيا أو إرسالهم للعمل القسري، في حين أنه تم تسليم منازلهم ومزارعهم للمستعمرين الألمان كجزء من سياسة ليبنسروم. 
في عام 1945، بعد الحرب، تم استعادة القرية لصالح بولندا، وعلى الرغم من وجود نظام شيوعي سوفيتي والذي بقي في السلطة حتى سقوط الشيوعية في الثمانينيات. في عام 1984 ، اختطفت الشرطة السرية الشيوعية الكاهن جيرزي بوبيانوسكو بالقرب من غورسك  بينما كان عائداً من بيدغوشتش إلى رعيته في وارسو ، تم قتله في فواتسوافيك. ووضع البولنديون المحليون الصلبان مرارًا وتكرارًا في موقع الاختطاف، الذي دمره الشيوعيون.  وقد أقيم النصب التذكاري الحالي على شكل صليب خرساني في عام 2000. 

## حضارة
المعلم التاريخي الرئيسي لغورسك هو كنيسة أبرشية باروك من تمثال الصليب المقدس، والتي انشأت في القرن السابع عشر.
وهناك متحف إقليمي (Muzeum Regionalne) ومركز تعليمي للشباب (Central Edukacji M  odziezy) في غورسك.

## معرض

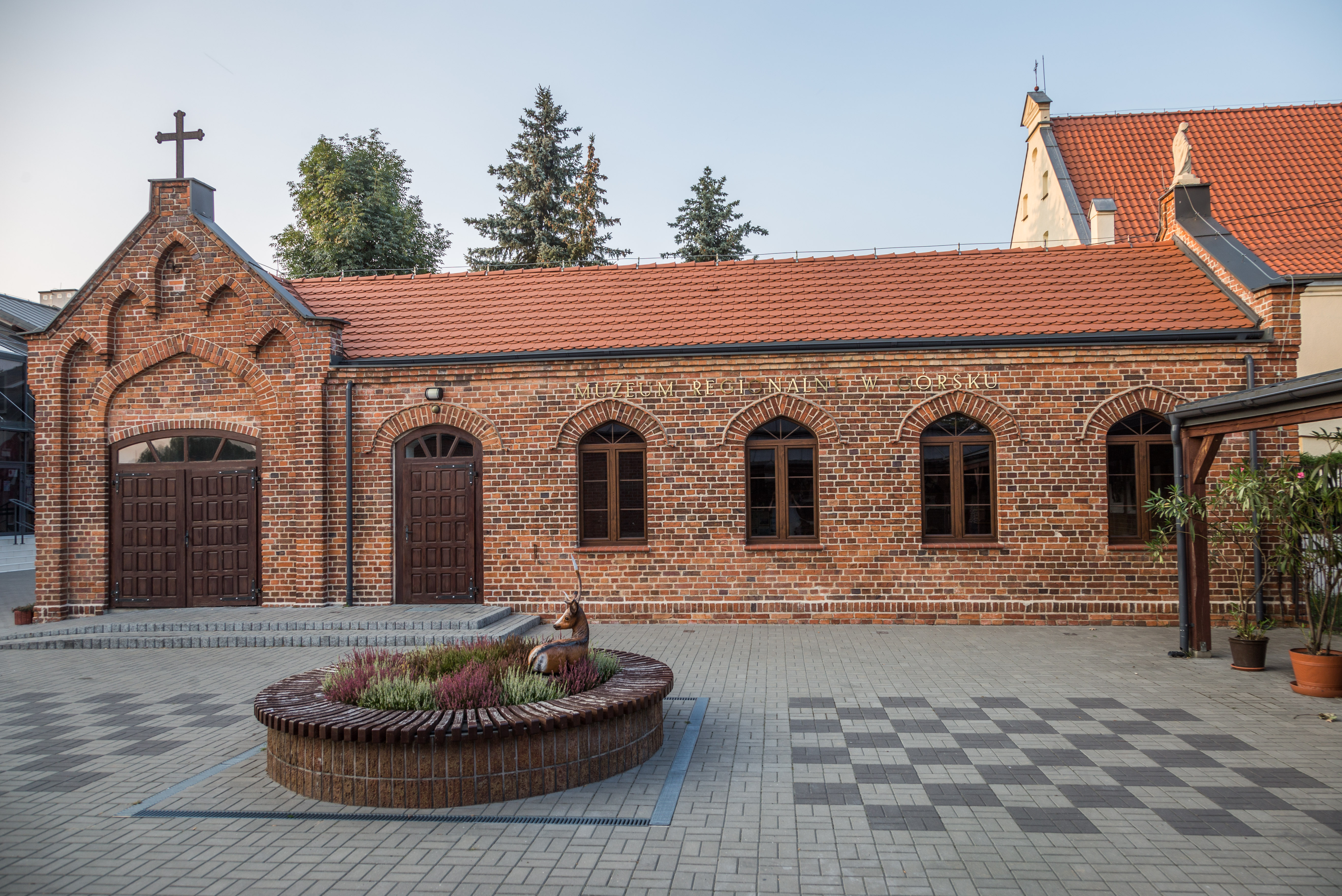
المتحف الإقليمي
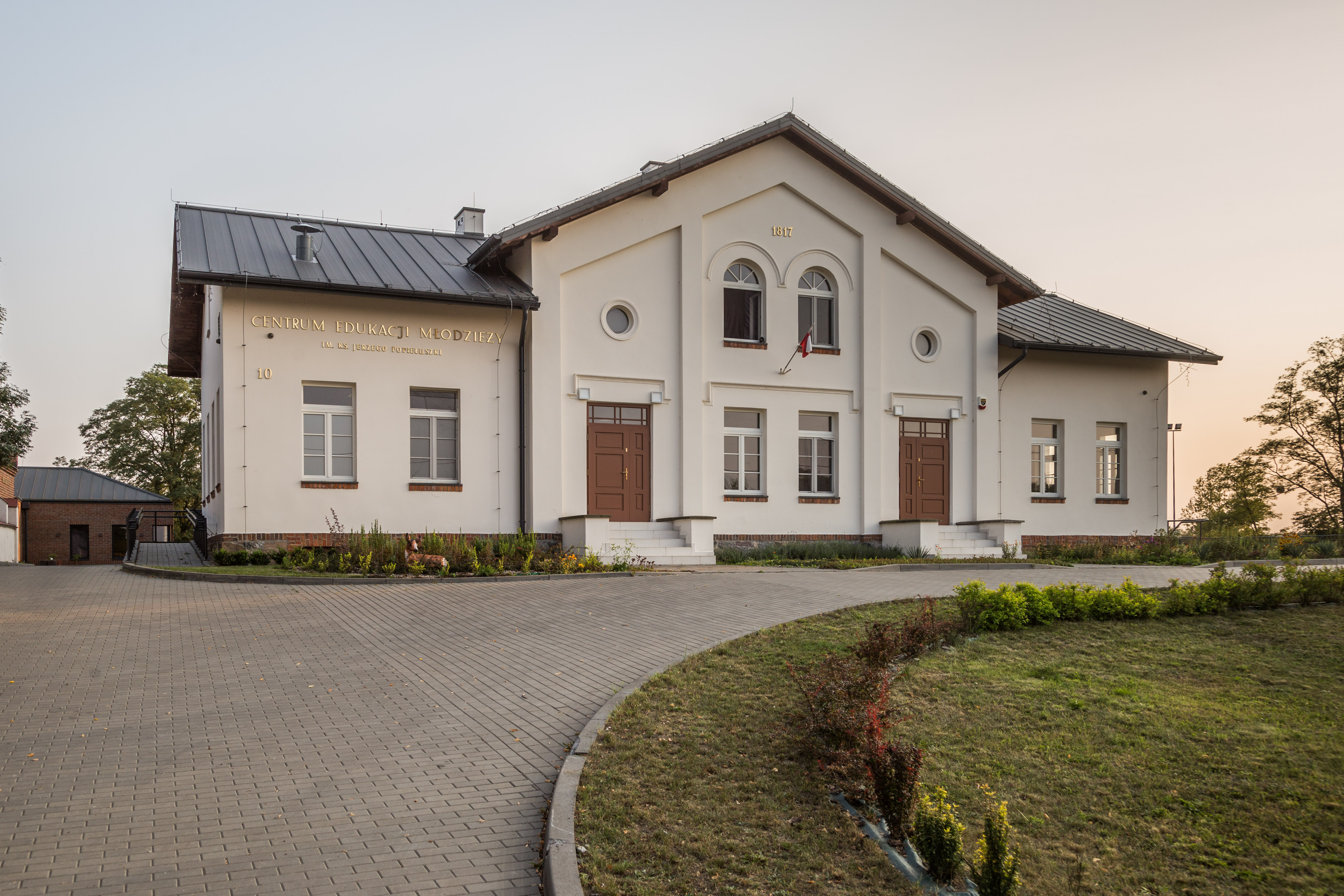
مركز الشباب التربوي
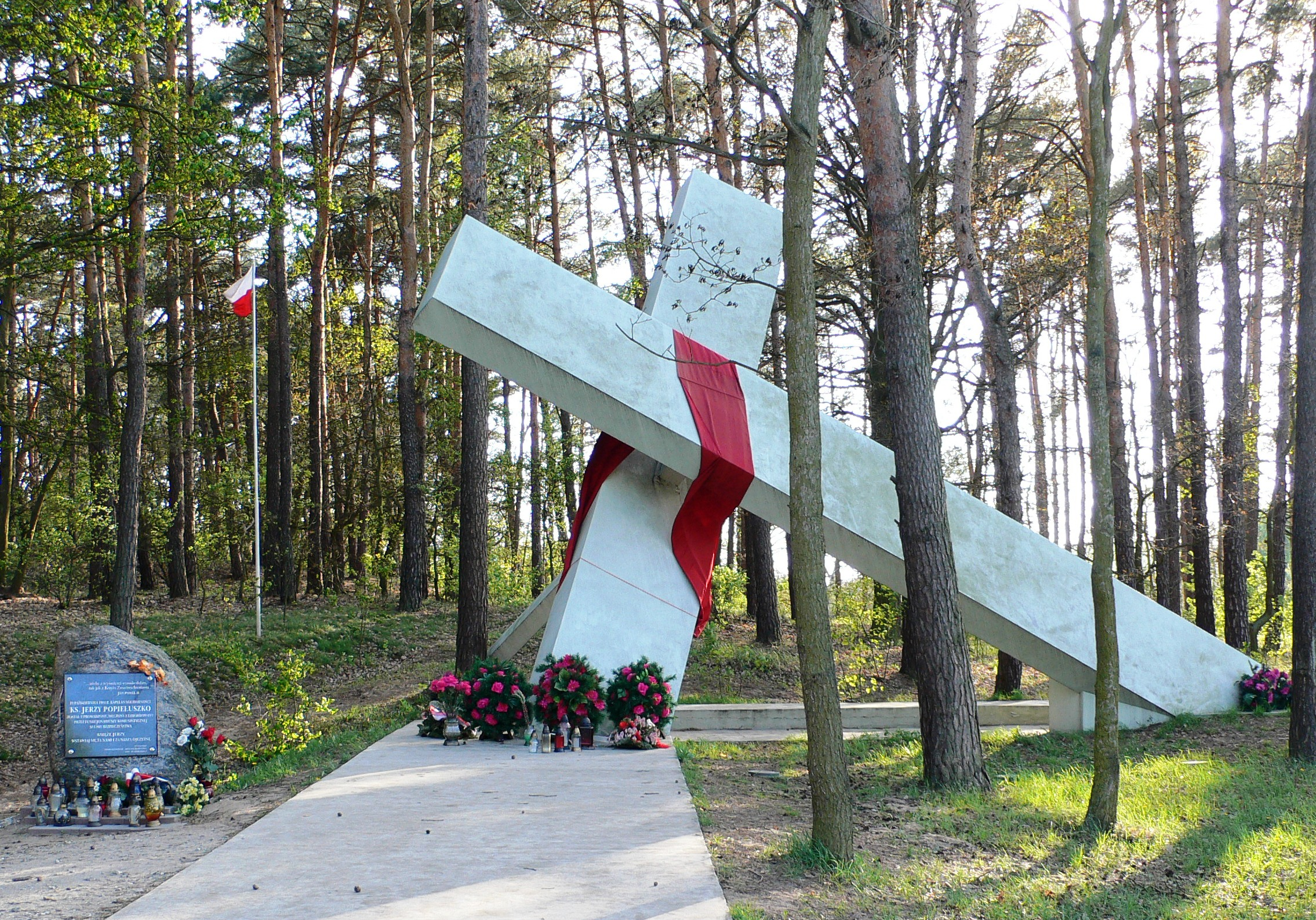
نصب تذكاري لـ جيرزي بوبيوسكو  [لغات أخرى]‏
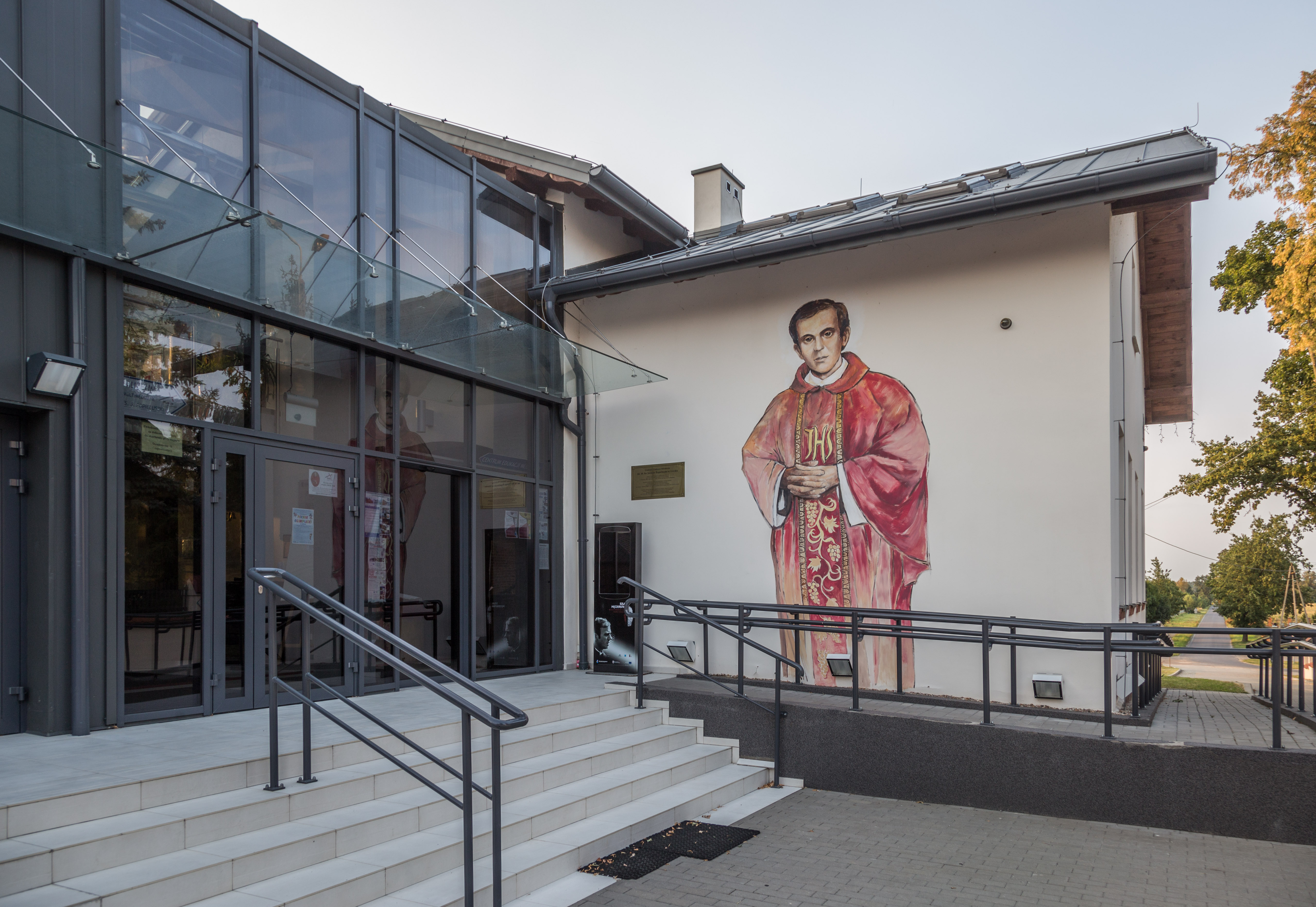
جدارية جيرزي بوبيوسكو